# 663 هـ
663 هـ هي سنة في التقويم الهجري امْتدت مقابلةً في التقويم الميلادي بين سنتي 1264 و1265.

## أحداث
- ثورة المدجنين في جنوب الأندلس، التي ساندها جيش بنو مرين ومملكة غرناطة، ورغم نجاحها في عدة مدن، استطاع ألفونسو العاشر ملك القشتاليين بحصار واحتلال مدينة شريش وطرد كل المسلمين.
- القوات البحرية لإمارة العزفيين، تحت قيادة أبو القاسم العزفي، تدخل مدينة أصيلا وتضمها.
- السلطان الظاهر بيبرس يقوم بتحريم أي مذهب، عدا المذاهب الأربعة عند أهل السنَّة والجماعة (الحنفيَّة، والمالكيَّة، والشافعيَّة، والحنبليَّة) و تعيين قاضي قضاة لكل مذهب من المذاهب الأربعة، مع بقاء الرئاسة للشافعيَّة.

## مواليد
- وصاف الشيرازي

## وفيات
- محمد بن إبراهيم الغساني

- أثير الدين الأبهري، عالم مسلم، اشتهر بمؤلفه في الفلك «درايات الافلاك».